# 1691 a tudományban
Az 1691. év a tudományban és a technikában.

## Csillagászat
- Christoph Scheiner feltalálja a Hartmann maszkot.

## Matematika
- Michel Rolle leírja a Rolle-tételt.

## Technika
- John Tyzacke angol mérnök szabadalmaztatja a mosógépet.

## Halálozások
- december 30. – Robert Boyle, a modern kémia atyja (* 1627)